# Chameyrat
Chameyrat é uma comuna francesa na região administrativa da Nova Aquitânia, no departamento de Corrèze. Estende-se por uma área de 18,95 km². Em 2010 a comuna tinha 1 583 habitantes (densidade: 83,5 hab./km²).